# Paul Butorac
Pavao (Paul) Butorac (* 26. März 1888 in Perast; † 22. Februar 1966 in Dubrovnik, Kroatien) war römisch-katholischer Priester, Historiker, theologischer Schriftsteller und Bischof von Kotor und Dubrovnik. 

## Leben
Paul Butorac entstammte einer der angesehensten Familien von Perast bei Kotor. Er besuchte das Gymnasium in Perast und Kotor. Nach dem Abitur trat er in das erzbischöfliche Priesterseminar in Zadar ein. Am 17. Juli 1910 wurde er zum Priester geweiht. Er nahm Sprachunterricht (kroatisch und italienisch), studierte Geschichte/Kunstgeschichte und Geografie und unterrichtete in diesen Fächern in Zadar. 1918 bis 1920 war er Rektor des Priesterseminars in Kotor und arbeitete als Katechet am dortigen Gymnasium. Am 5. Januar 1938 wurde er von Papst Pius XI. zum Bischof von Kotor ernannt. Konsekriert wurde er am 6. März 1938 durch den Bischof von Split-Makarska, Kvirin Klement Bonefačić. Mitkonsekratoren waren Miho Pušić, der Bischof von Hvar, und Josip Marija Carević, der Bischof von Dubrovnik. Am 25. September 1950 ernannt ihn Papst Pius XII. zum Bischof von Dubrovnik. Er war Konzilsvater in der ersten Session des Zweiten Vatikanischen Konzils. Der Historiker und theologische Schriftsteller schrieb Bücher und Beiträge in Zeitschriften und Zeitungen. Sein bekanntestes Buch Our Lady of the Rocks wurde in mehrere Sprachen übersetzt. 1964 erhielt er die Ehrendoktorwürde der Universität Zagreb.
Er starb im Alter von achtundsiebzig Jahren und wurde in der Bischofsgruft der Kathedrale von Dubrovnik beigesetzt.

## Veröffentlichungen
- Politički i gospodarstveni liberalizam i krčćanstvo (Politischer und wirtschaftlicher Liberalismus im Christentum) Kroatische Druck FP 1920
- Boka Kotorska od najstarijih vremena do Nemanjića (Die Bucht von Kotor von den frühesten Zeiten bis ins 12. Jahrhundert (Nemanjic-Dynastie)) Tisak Narodne Tiskare, 1927
- Gospa od Škrpjela - Our Lady of the Rocks Verlag Gospa od Škrpjela, 1930
- Boka Kotorska nakon pada Mletačke republike do Bečkog kongresa: (1797-1815) (Die Bucht von Kotor nach dem Fall der Republik Venedig bis zum Wiener Congress 1797-1815) Erzbischöfliche Presse 1938
- Boka Kotorska prema narodnome pokretu u revolucionarnoj godini: 1848 (Die Bucht von Kotor und die Volks-Bewegung im Revolutionsjahr 1848) Erzbischöfliche Presse 1938
- Problem Kulture Diözese ehemaligen Kirchenprovinz von Dalmatien, 1966
- mit Srećko Majić: Kotor za samovlade (1355-1420) (Kotor - Selbstverwaltung 1355-1420) Bd. 13 Gospa od Škrpjela, 1999
- Boka Kotorska u 17. i 18. stoljeću: politički pregled (Die Bucht von Kotor im 17. und 18. Jahrhundert, eine politische Sicht) Bd. 15 Gospa od Škrpjela, 2000
- Kulturna povijest grada Perasta (Kultur-Historie von Parast), Zagreb 2011